# Gymnoscelis confusata
Gymnoscelis confusata är en fjärilsart som beskrevs av Walker 1866. Gymnoscelis confusata ingår i släktet Gymnoscelis och familjen mätare. Inga underarter finns listade i Catalogue of Life.